# Fumaria agraria
Fumaria agraria, també anomenada sang de Crist —entre altres noms—, és una espècie de planta herbàcia del gènere Fumaria de la subfamília Fumariòidies pertanyent a la família Papaveraceae.

## Descripció
Planta difusa o trepadora, que pot arribar als 3 m d'alçada. Les inflorescències estan organitzades en raïms de 14-25 flors, generalment més llargues que el seu peduncle. Les bràctees tenen una longitud igual a la del peduncle fructífer; aquest és erecte o suberecte, engrossit en l'àpex. Els sèpals mesuren 2,5-5 per 1-2 mm i són subenters. La corol·la, de (11)12-16 mm de llarg, és blanca, amb l'àpex dels pètals interiors de color porpra fosc, però que sovint es torna del tot rosat. El fruit és com una nou monosperma globular de 2,5-3 mm de diàmetre, molt crestada, i, a la maduresa, amb tubercles poc marcats i àpex apiculat i escotat.

## Distribució i hàbitat
Es troba en tanques, matolls, ribes, cultius o cunetes, sobre sòl àcid i fonamentalment al Mediterrani occidental. Està dispersa per tot el territori de la península Ibèrica, i, amb més freqüència en el sud-est i sud-oest; també present a les Illes Balears.

## Taxonomia
Fumaria agraria va ser descrita per Mariano Lagasca i publicada en Genera et species plantarum, p. 21[1], 1816.
Citologia

Nombre de cromosomes: 2n = 80
Etimologia
- Fumaria: nom genèric del Llatí fūmus, -i, el fum, per raons poc clares: possiblement pel color o l'olor de les arrels fresques.[4] També es va veure que l'origen del seu nom prové del color translúcid de les seves flors, donant-los l'aparença de fum i boira lleugerament grisa blavosa del seu fullatge, també s'assembla al fum provinent del sòl, sobretot després de la rosada del matí. La planta ja va ser anomenada fumus terrae (fum de la terra) a principis del segle xiii, i fa dos mil anys, Dioscòrides va escriure en De Materia Medica (Περὶ ὕλης ἰατρικῆς) i Plini el Vell en l'ennciclopèdia Naturalis Historia que fregar-se els ulls amb la saba o làtex de la planta provoca llàgrimes, com el fum fa als ulls.[5]
- agrària: del llatí ǎgrārĭus, -a, -um, relatiu als camps.

Sinonímia
- Fumaria agrària var. chilensis Parl.
- Fumaria agrària subsp. embergeri (Pugsley) Maire
- Fumaria agrària var. mauritanica Hausskn.
- Fumaria embergeri Pugsley[6]

- Castellà: cenizuela, conillets (2), conillets de camps, conillets dels camps (2), conillets del camp, fumaria, palomina, sang de Crist (3), zapatitos del Nen Jesús, sabates del Nen Jesús (les xifres entre parèntesis indiquen la freqüència de l'ús del vocable a Espanya).[7]